# 毗曇
毗曇（ひどん、ピダム、? - 647年）は、新羅第27代善徳女王末期の真骨と推定される貴族。
新羅貴族の合議機関である和白会議を主導する上大等の地位にありながら反乱を起こした逆臣。『三国史記』善徳女王条、金庾信の列伝に登場する。

## 生涯
生年、父母など出生に関する事項および業績などについては記録が全く残っていない。しかし善徳女王朝末期の645年に、和白会議の首座であると同時に、新羅の最高官職である上大等の地位に就いたことから見て、骨品は真骨で、姓は金氏であると推定される。

## 毗曇の乱
善徳女王の11年（642年）8月、百済によって大耶城（慶尚南道陜川郡）が陥落させられた。大耶城奪回のため、対百済戦の救援軍を求めて王族の金春秋（後の武烈王）が高句麗に赴いたが、高句麗からの援軍は得られなかった。
643年9月には唐に使者を送って高句麗・百済（麗済同盟）を討つ救援軍を求めたが、唐からは援軍を派遣する条件として、女王を廃して唐の王室から新王を立てることを迫られた（後世の記述で真偽不明。諸説あり）。唐の要求に対して新羅国内では親唐派と反唐派が対立した。毗曇は、女王自らが上大等に任命したにもかかわらず、親唐派の先頭に立った。善徳女王 16年の647年正月、毗曇は廉宗（ヨムジョン、真骨の貴族）などとともに「女主不能善理（女性君主は国を治めることができない）」と唱えて反乱を起こした。
金庾信に月城を先に掌握された毗曇は、明活山城に陣を張って対峙した。『三国史記』によれば、毗曇の反乱は十余日で鎭圧され、彼の一族は皆殺しとなった。『三国史記』真徳王条によれば、この乱に連座して死亡した者は30人だった。
毗曇の乱が進行する途中の正月8日、善徳女王は崩御し、続いて真徳女王が新羅の第28代国王として即位した。

## テレビドラマ
- 善徳女王 -The Great Queen Seondeok-では、キム・ナムギルが毗曇役を演じた。ドラマ上では真智王と美室の息子として登場する。のちに廉宗の計略で反乱を起こすことになるが、金庾信の刀で刺されて死ぬ。
- 大王の夢では、チェ・チョロが毗曇を演じた。新羅の大耶城主として登場し、反乱を起こす。